# 2009 en Polynésie française
2007 en Polynésie française - 2008 en Polynésie française - 2009 en Polynésie française - 2010 en Polynésie française - 2011 en Polynésie française
:2007 dans la France d'outre-mer - 2008 dans la France d'outre-mer - 2009 dans la France d'outre-mer - 2010 dans la France d'outre-mer - 2011 dans la France d'outre-mer 
2007 par pays en Océanie - 2008 par pays en Océanie - 2009 par pays en Océanie - 2010 par pays en Océanie - 2011 par pays en Océanie]

## Chronologie

### Janvier 2009

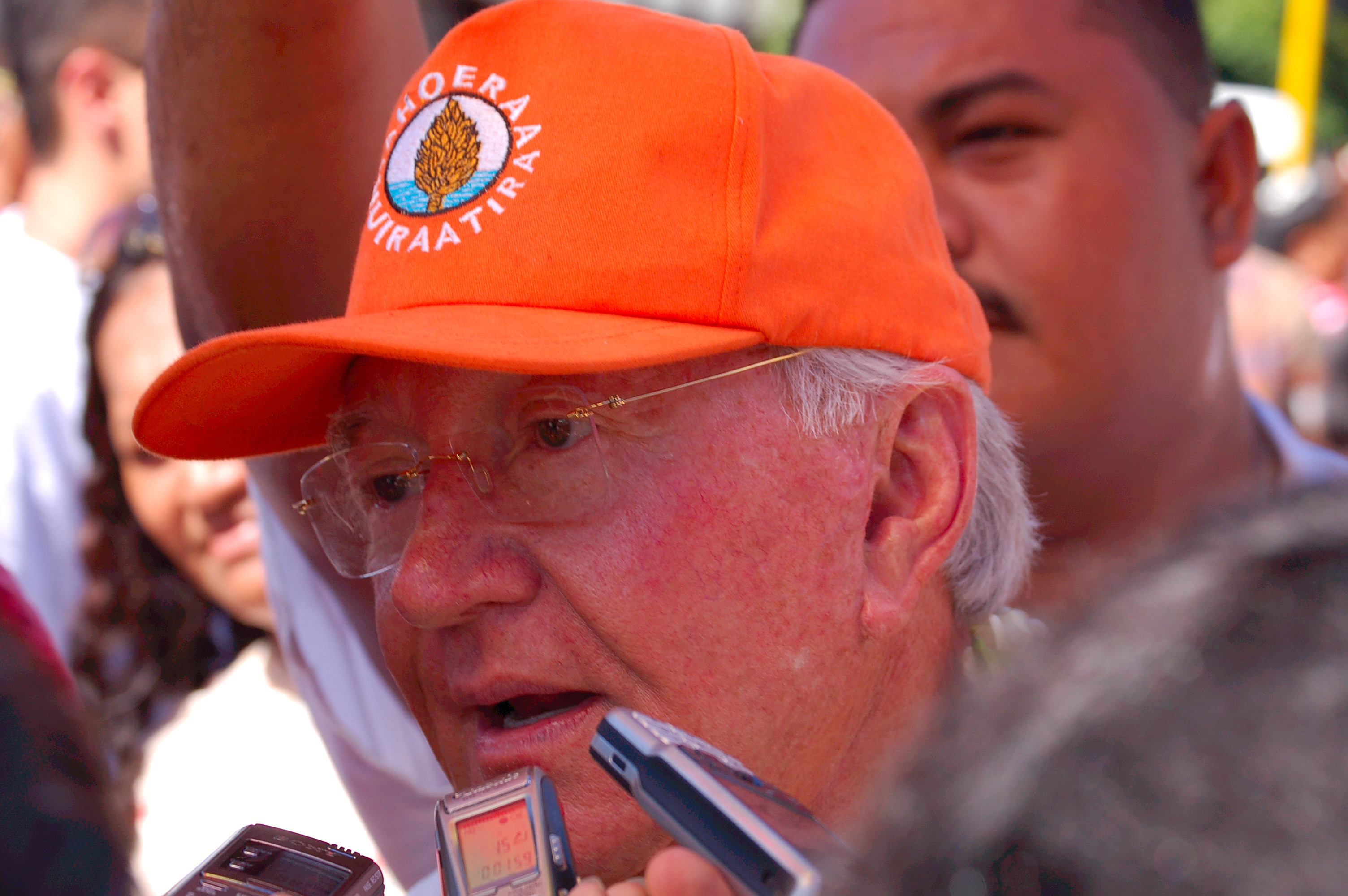
Gaston Flosse
(juin 2006)

- Samedi 31 janvier 2009 : Alliance entre les trois leaders politiques, l'indépendantiste Oscar Temaru, président de l'Assemblée territoriale, le sénateur ex-UMP Gaston Flosse et Jean-Christophe Bouissou, dissident du groupe majoritaire.

### Février 2009
- Mardi 3 février 2009 : Le sénateur et ancien président de l'Assemblée de Polynésie, Gaston Flosse, annonce sa candidature à la présidence de la Polynésie. Son parti lui a donné « carte blanche » pour reprendre les négociations avec l'indépendantiste Oscar Temaru, également candidat, avec qui il s'était déjà allié en avril 2008. La position politique du président Gaston Tong Sang, est affaiblie après le départ de quatre représentants. L'opposition contrôle désormais 31 sièges sur 57 et peut donc déposer une motion de défiance et renverser le gouvernement[1].

- Mercredi 4 février 2009 : les trois leaders de l'opposition qui contrôlent 31 sièges sur 57 à l'Assemblée de Polynésie annoncent le dépôt d'une motion de défiance à l'encontre du gouvernement de Gaston Tong Sang.

- Samedi 7 février 2009 : à la suite du dépôt de la motion de défiance, par l'opposition majoritaire, le président de l'Assemblée de la Polynésie, Gaston Tong Sang, annonce sa « démission immédiate » et celle de son gouvernement au cours d'un conseil des ministres extraordinaire et son départ pour son île de Bora Bora. Cette stratégie pose le problème juridique du vote d'une motion de défiance alors que le président est démissionnaire[2],[3].

- Mercredi 11 février 2009 : l'indépendantiste Oscar Temaru (64 ans) est à nouveau élu président de l'Assemblée de Polynésie avec 37 suffrages sur les 57 conseillers en remplacement de Gaston Tong Sang. Dans son discours d'investiture, il déclare : « Nous avons besoin de faire la paix entre nous d'abord pour pouvoir envisager avec espoir un redressement économique et surmonter la crise qui nous frappe durement avec la chute du tourisme, l'effondrement de la perle et de la pêche et une agriculture ou tout reste encore à faire […] les Polynésiens ne veulent plus être manipulés depuis Paris […] ils ont décidé de prendre leur destin en main ». En cinq ans la Polynésie a connu neuf présidents et huit gouvernements.

- Mardi 17 février 2009 : Le sénateur Gaston Flosse est condamné à un an d'inéligibilité, un an de prison avec sursis et 16 700 euros d'amende pour « détournement de fonds publics ». Il lui est reproché alors qu'il était président de l'Assemblée de Polynésie, d'avoir fait financer sur les fonds de la collectivité la soirée électorale du 23 mai 2004 réservée aux membres du Tahoeraa, son parti. Gaston Flosse qui veut faire appel s'interroge : « Je ne comprends pas […] lorsque, nous sommes invités à l'Élysée où il n'y a que des sénateurs ou que des députés UMP, je me demande si aujourd'hui c'est un détournement de fonds publics ? ».

### Mars 2009
- Lundi 2 mars 2009 : Mort d'Alexandre Leontieff (60 ans), qui fut président du gouvernement de Polynésie française entre 1987 et 1991, et député RPR de 1986 à 1993, décédé d'une crise cardiaque[4].

### Avril 2009
- Mercredi 8 avril 2009 : Le président de la Polynésie, Oscar Temaru, pour l'Union pour la Démocratie (UPLD) et le leader de l'opposition, Gaston Tong Sang, pour le To Tatou Ai'a ont annoncé joindre leurs forces pour créer une nouvelle majorité politique en Polynésie qui « va rassembler au moins 45 élus sur les 57 qui composent l'Assemblée du Pays ». Selon Gaston Tong Sang, l'alliance entre Oscar Temaru et Gaston Flosse, entre les indépendantistes de l'UPLD et les autonomistes du Tahoera'a Huiraatira, aura duré deux ans, « sans mettre fin à l'instabilité politique du pays ».

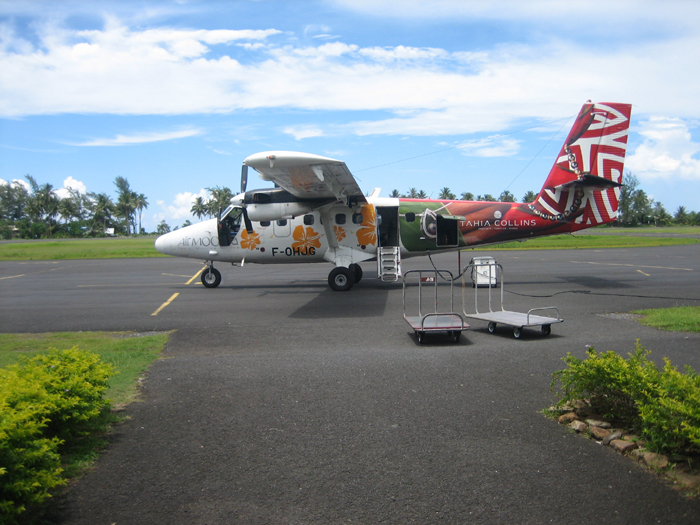
DHC-6 Twin Otter (F-OHJG) de la compagnie Air Moorea à l'aéroport de Moorea
(février 2007)

- Vendredi 17 avril 2009 : Dans l'affaire du crash de l'avion d'Air Moorea, 6 cadres de la compagnie — dont le directeur technique, le responsable du bureau d'études et le contrôleur de la production — et l'ancien directeur de l'aviation civile en Polynésie française sont mis en examen pour homicide involontaire. Le 9 août 2007, un Twin Otter d'Air Moorea s'était écrasé à un mille de l'aéroport de Moorea, moins d'une minute après son décollage, faisant vingt morts, le pilote et tous les passagers. L'appareil effectuait une navette entre Tahiti et l'île de Moorea, qui lui fait face. Grâce aux débris récupérés quelques jours après l'accident par 700 mètres de profondeur, les enquêteurs avaient déterminé que l'accident s'était produit à la suite de la rupture d'un câble des commandes de direction, qui n'avait pas été vérifié par le service de maintenance de la compagnie[5].

### Juin 2009
- Vendredi 26 juin 2009 : le tribunal du travail de Papeete condamne le Commissariat à l'énergie atomique dans un des 8 dossiers de demandes d'indemnisation déposées par des anciens employés ayant exercé sur les sites des essais nucléaires en Polynésie, entre 1966 et 1996. Le tribunal a estimé « l'action bien fondée reconnaissant que la responsabilité du CEA en sa qualité d'employeur était engagée pour violation de son obligation contractuelle de sécurité de résultat ». Le CEA devra verser à chacun de ses enfants majeurs la somme d'un million de francs pacifique (8 400 euros) en réparation de leur préjudice moral. D'autre part, le tribunal déclare « recevable l'action des anciens travailleurs ou de leurs ayants droit dans quatre dossiers et a ordonné une expertise sur le caractère radio-induit des maladies contractées » mais déboute les demandeurs dans 3 autres dossiers[6].

### Juillet 2009
- Mardi 7 juillet 2009 : Le parquet de Papeete demande la levée de l'immunité parlementaire du sénateur Gaston Flosse dans le cadre de l'affaire de détournement de biens sociaux et de corruption active à l'Office des Postes et télécommunications de Polynésie. 7 personnes ont été mises en examen, dont l'ancien député Émile Vernaudon, plusieurs anciens hauts responsables de l'OPT, la secrétaire personnelle de Gaston Flosse et l'homme d'affaires Hubert Haddad[7].

- Mercredi 22 juillet 2009 : Le bureau du Sénat décide la levée partielle de l'immunité parlementaire du sénateur Gaston Flosse (DVD) et son placement en garde à vue dans le cadre d'une affaire de détournement de biens sociaux et de corruption active[8].

- Vendredi 24 juillet 2009 : Le sénateur Gaston Flosse est  placé en garde à vue à Nanterre dans le cadre d'une affaire de détournement de biens sociaux et de corruption. Il avait déclaré mercredi : « Puisqu'il y a des accusations contre moi, la garde à vue est tout à fait normale, et je n'ai pas du tout l'intention de me soustraire à la justice. Bien sûr que j'ai l'intention de me rendre à la convocation du juge ».

### Août 2009
- Mardi 18 août 2009 : Début d'une grève générale à l'appel d'une intersyndicale dans le but de négocier les nouvelles orientations de la politique économique et sociale de la Polynésie française. La dégradation économique et sociale constatée depuis 2008 a abouti à « la destruction de plus de 4 000 postes de travail depuis le 1er janvier 2008 ».

- Mercredi 19 août 2009 : Le gouvernement polynésien et l'ensemble des leaders de l'intersyndicale signent un protocole d'accord qui met fin à la grève générale. Cet accord relatif aux orientations de la politique économique et sociale de la Polynésie française comporte un gel des prix du carburant jusqu'à la fin de l'année, une adaptation de la réglementation en matière de droit du travail avec une nouvelle définition des critères pour les licenciements économiques ainsi qu'un nouveau projet de réforme de la Protection sociale généralisée[9].

- Vendredi 21 août 2009 :
  - Une deuxième demande de levée de l'immunité parlementaire du sénateur Gaston Flosse est déposée auprès du Parquet général de Papeete dans l'affaire de détournements et de corruption à l'Office des Postes et Télécommunications de Polynésie. 5 personnes ont été mises en détention provisoire dans le cadre de cette affaire, dont l'ancien directeur de l'OPT, la secrétaire particulière de Gaston Flosse, l'ancien président du conseil d'administration de l'OPT, et le PDG de 2H, groupe chargé de la publicité pour l'annuaire officiel de la Polynésie. Ces derniers ont reconnu avoir effectué des versements réguliers pendant au moins 10 ans au parti Tahoera'a Huiraatira et à son président Gaston Flosse[10].
  - Les autorités sanitaires estiment que l'épidémie de grippe A (H1N1) est à l'origine de « trois décès » en Polynésie et à « plus de 10 000 » le nombre de malades contaminés par le virus.

- Jeudi 27 août 2009 : La compagnie aérienne Air Moorea est mise en examen, en tant que personne morale pour homicides involontaires, dans l'affaire du crash du Twin Otter, le 9 août 2007, qui effectuait la liaison entre Moorea et Tahiti, causant la mort de 20 personnes, dont 15 seulement ont été retrouvées. 6 personnes, dont un ancien directeur de l'aviation civile et cinq cadres de la compagnie, ont déjà été mises en examen. L'accident a eu lieu quelques minutes après le décollage alors que l'avion s'est abîmé en mer à un kilomètre de Moorea par des fonds de 700 à 1 000 mètres. Pour l'association des familles des victimes, la raison  principale du crash est « le manque d'entretien de l'appareil, dû à la négligence et à l'incompétence de la compagnie »[11].

### Septembre 2009
- Samedi 5 septembre 2009 : Le ministère polynésien de la Santé annonce la mort de 3 nouvelles personnes, deux hommes (73 et 61 ans) et une femme enceinte, des suites de la grippe H1N1, portant à six morts le bilan de la grippe H1N1 en Polynésie.

- Vendredi 18 septembre 2009 : Le sénateur Gaston Flosse est à nouveau en garde à vue pendant huit heures dans les locaux de la Direction de la sécurité publique (DSP) à Papeete. Après la perquisition, chez son avocat, une autre à son domicile de Vetea à Pirae, et une troisième au siège de son parti politique, le Tahoeraa Huiraatira[12].

- Jeudi 24 septembre 2009 : Le sénateur Gaston Flosse (78 ans), est condamné en appel à un an de prison avec sursis, à une amende de 2 millions de francs CFP (8 000 euros) et à un an d'inéligibilité dans une affaire portant sur le détournement de 19 000 euros de fonds publics pour l'organisation d'une soirée électorale. L'arrêt ordonne une exécution provisoire de l'inéligibilité, ce qui est supposé le priver de son mandat de sénateur, malgré le pourvoi en cassation qu'il dépose immédiatement. Le sénateur fait appel au Conseil constitutionnel.

### Octobre 2009
- Jeudi 22 octobre 2009 : Le Conseil constitutionnel permet à l'ancien président de la Polynésie française Gaston Flosse de conserver son mandat de sénateur dans l'attente d'une décision de la Cour de cassation, ce qui lui permet d'échapper à la prison du fait de son immunité parlementaire.

### Novembre 2009
- Samedi 21 novembre 2009 : Quatre enfants de 7, 9, 11 et 15 ans sont morts noyés après avoir été emportés par les eaux pluviales d'un caniveau, à Faaʻa (île de Tahiti), happés dans une buse d'évacuation, qui n'était pas couverte par une grille.

- Mercredi 25 novembre 2009 : Le sénateur Gaston Flosse est remis en liberté après 16 jours de prison.

### Décembre 2009
- Jeudi 3 décembre 2009 : Le sénateur Gaston Flosse est mis en examen pour corruption passive, recel d'abus de biens sociaux et complicité de destruction de preuves, a été de nouveau placé en détention provisoire au centre pénitentiaire de Nuutania[13]. Il est libéré le 23 décembre.